# 영암 현종식 가옥
영암 현종식 가옥(靈岩 玄宗植 家屋)은 대한민국 전라남도 영암군 학산면 학계리에 있는, 1902년에 지은 한옥 기와집으로, 원래는 이 집을 안사랑채로 하고 옆집인 현행주가옥을 안채로 삼은 것이다. 1986년 2월 7일 전라남도의 민속문화재 제14호로 지정되었다.

## 개요
1902년에 지은 한옥 기와집으로, 원래는 이 집을 안사랑채로 하고 옆집인 현행주가옥을 안채로 삼은 것이다.
안사랑채는 지붕 옆면이 여덟 팔(八)자 모양인 팔작지붕집으로, 왼쪽부터 부엌·큰방·가운데방·대청을 배치하였다. 대청에는 누마루가 있으며 이와 나란히 뒤쪽에 사랑방이 있다. 안채는 앞면 6칸·옆면 4칸 규모이며 H자형으로 지었다. 사랑채와 안채 사이에는 출입문이 있고, 안채는 돌죽담이 완전히 둘러싸고 있다.
일반적인 가옥이 사랑채와 안채가 앞뒤에 배치된 반면에 이 집은 나란히 배치되어 있어 특이하다.

## 주변 건축 허용기준
2020년 1월 16일 '전라남도 지정문화재 역사문화환경 보존지역 내 건축행위 등에 관한 허용기준'이 고시되었다.

## 참고 자료
- 영암 현종식 가옥 - 국가유산청 국가유산포털